# Рузбех, Хосров
Хосров Рузбех (15 апреля 1915, близ г. Мелайер, Хамадан — 11 мая 1958, Тегеран) — иранский военный и политический деятель, участник революционного движения в Иране.

## Карьера
Родился в семье офицера интендантской службы. В 1937 г. окончил высшую офицерскую школу в Тегеране. Служил в артиллерийском зенитном полку, затем преподавал математику и артиллерию на артиллерийском факультете Военной академии в Тегеране.

## Хосров Рузбех и партия Туде
В 1943 г. вступил в Народную партию Ирана (НПИ). Был одним из руководителей «Организации свободолюбивых офицеров» НПИ, избирался членом ЦК НПИ. Неоднократно подвергался арестам и несколько раз бежал из тюрьмы. 6 июля 1957, выданный провокатором, был снова схвачен полицией. Проявил необычайную стойкость и мужество во время следствия и закрытого военного суда над ним.

## Арест и казнь Рузбеха
Расстрелян 11 мая 1958 г. Речи Рузбеха перед военным трибуналом приведены в книге «Сердце, вручённое бурям» (М., 1962). Рузбех — автор ряда работ по математике, артиллерии, а также по новейшей истории Ирана.